# 湖州喜来登温泉度假酒店
湖州喜来登温泉度假酒店是位于中国浙江省湖州市南太湖的一家四星半酒店。由建筑师马岩松主创设计，承建商为上海飞洲集团。因为其形状独特的环面几何设计，又被叫做“马蹄酒店”、“圆环酒店”或“月亮饭店”。
该酒店属于萬豪國際的喜来登酒店连锁。

## 历史
2008年5月18日酒店开工，2012年9月28日落成，总投资约为15亿元，总建筑面积6.47万平方米。酒店共有27层楼，设有321间客房，37个别墅，40间套房，一间总统套房，停车设施，健身和健康中心，四家餐厅，咖啡厅，儿童游泳池，以及配有露台。
2013年获得安波利斯摩天大楼奖铜奖。